# Arlene Blum

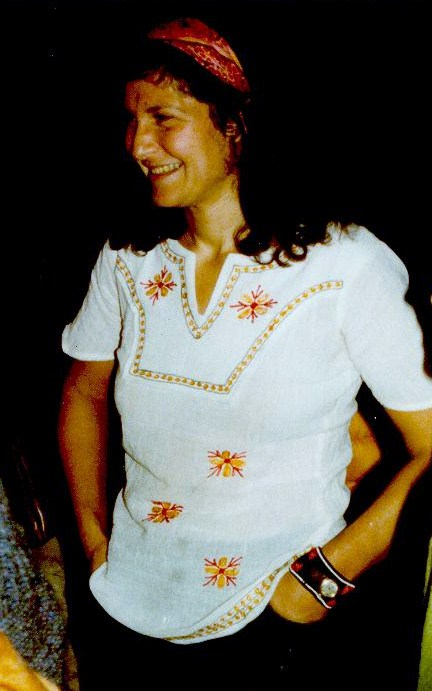
Arlene Blum (1977)

Arlene Blum (* 1. März 1945 in Davenport, Iowa) ist eine US-amerikanische Bergsteigerin, Schriftstellerin und Umweltwissenschaftlerin.
Bekannt wurde sie, als sie 1978 die erste reine Frauenexpedition auf die Annapurna leitete. Auch der ersten Frauenseilschaft auf den Mount McKinley gehörte sie an. Im Herbst 1976 war sie als Mitorganisatorin der American Bicentennial Everest Expedition die erste Amerikanerin, welche die Besteigung des Mount Everest in Angriff nahm, den Gipfel jedoch nicht erreichte.
Blum war bis zu ihrer Emeritierung Professorin für Chemie an der University of California in Berkeley. Sie engagiert sich öffentlich gegen toxische bromierte und chlorierte Flammschutzmittel. 2010 wurde sie zum Fellow der American Association for the Advancement of Science gewählt.

## Schriften
- Arlene Blum: Annapurna. Die erste Frauenexpedition auf einen der höchsten Gipfel der Welt. Pietsch, 1982, ISBN 978-3879439065, Übersetzung ins Deutsche von Hermann Leifeld
- Arlene Blum: Breaking Trail: A Climbing Life. Scribner, 2005, ISBN 978-0743258463